# Соловьёв, Александр Николаевич (гинеколог)
Александр Николаевич Соловьёв (1845 — ?) — русский врач, гинеколог и акушер, профессор Императорского Юрьевского университета (1901—1902).

## Биография
Родился в дворянской семье Симбирской губернии. До 4 класса гимназии воспитывался дома, а затем поступил в Нижегородский дворянский институт, где окончил курс в 1860 году  В том же году поступил на юридический факультет Императорского Московского университета вольным слушателем, а в следующем 1861 году перешёл в Императорский Казанский университет, где получил свидетельство об окончании экзаменов и затем поступил кандидатом на должность судебного следователя при Симбирской палате уголовного суда в 1865 году. Спустя семь месяцев вышел в отставку и поступил на медицинский факультет Казанского университета. По окончании курса со степенью лекаря уехал за границу; в Вене и Праге изучал акушерство и женские болезни у профессоров К. Брауна, Г. Брауна и Л. Клейнвехтера.
По возвращении из-за границы был избран ассистентом хирургической клиники в Варшаве. Через полгода переехал в Казань, где держал экзамен на степень доктора медицины. В 1873 году удостоен степени доктора медицины в Императорском университете Св. Владимира. По возвращении в Казань назначен заведующим вновь открытым Лихачёвским родильным отделением земской больницы, в которой служил до перехода в Москву в 1879 году. 
В 1877 году после прочтения двух пробных лекций удостоен Казанским университетом звания приват-доцента акушерства и женских болезней и по поручению факультета заведовал клиникой до приезда вновь избранного профессора и в то же время читал лекции (также по поручению факультета) ученицам повивального класса. 
В 1879 году переехал в Москву, где читал лекции в качестве приват-доцента по акушерству и гинекологии студентам, за что не раз удостаивался наград со стороны факультета. 16 апреля 1901 года назначен профессором акушерства и женских болезней в Императорский Юрьевский университет. 
В Москве, кроме чтения лекций в университете, заведовал Первым родильным приютом Человеколюбивого общества до назначения главным доктором Московского воспитательного дома в 1882 году; в том же году назначен консультантом по женским болезням в Павловской больнице. С первой должности уволен в отставку в 1885 году, а последнюю занимал до переезда в Юрьев. 
Неоднократно ездил заграницу, где посещал различные клиники Берлина, Праги, Вены, Страсбурга, Парижа, Брюсселя, Амстердама, Лейпцига и другие. Кроме того посещал национальные французские съезды в Бордо и Марселе и международный съезд гинекологов и акушеров в Амстердаме, где всегда удостаивался избрания в почётные председатели съездов. 
Соловьёв состоял членом многих русских учёных обществ в России, членом учредителем Общества русских врачей в память Н. И. Пирогова, Общества российских хирургов (съездов), акушерско-гинекологических обществ в Москве и Петербурге, почётным членом хирургического общества в Бухаресте, членом хирургического общества в Париже, Бостоне и т. д. Кроме того был не раз приглашаем в качестве консультанта по женским болезням в Липецк, где один год был директором минеральных вод, а в 1901 году был приглашён консультантом дирекцией Кавказских минеральных вод. 
В Москве имел свою частную женскую хирургическую лечебницу, материал которой служил к многочисленным докладам в разных учёных обществах. 
Как директор акушерской клиники Юрьевского университета, отремонтировал здание клиники, урегулировал хозяйственные и другие расходы, перестроил аудиторию в виде амфитеатра, ввёл кураторство студентов при больных, устроил лабораторию для бактериологических и микроскопических исследований и комнату для фотографических снимков, приобрёл различные рисунки и модели для теоретического преподавания и др. 